# Bannalec
Bannalec (bretonisch Banaleg) ist eine französische Gemeinde mit 5707 Einwohnern (Stand 1. Januar 2022) im Département Finistère in der Region Bretagne. Sie gehört zum Arrondissement Quimper und zum Gemeindeverband Pays de Quimperlé.

## Geografie
Bannalec liegt im Südwesten der Bretagne, etwa 80 Kilometer südöstlich von Brest, etwa 30 Kilometer südöstlich von Quimper, dem Sitz der Unterpräfektur des Arrondissements, und 12,8 Kilometer nordöstlich von Concarneau, dem Hauptort des Kantons, auf einer mittleren Höhe von 97 Metern über dem Meeresspiegel. Die Mairie steht auf einer Höhe von 95 Metern. Nachbargemeinden von Bannalec sind Scaër im Norden, Saint-Thurien im Nordosten, Le Trévoux im Südosten und Pont-Aven im Südwesten. Das Gemeindegebiet hat eine Fläche von 7751 Hektar. Die Wasserläufe Isole, Bélon, Aven und deren Nebenfluss Ster Goz durchqueren das Gemeindegebiet.
Die Gemeinde ist einer Klimazone des Typs Cfb (nach Köppen und Geiger) zugeordnet: Warmgemäßigtes Regenklima (C), vollfeucht (f), wärmster Monat unter 22 °C, mindestens vier Monate über 10 °C (b). Es herrscht Seeklima mit gemäßigtem Sommer.

## Bevölkerungsentwicklung
| Jahr                       | 1962 | 1968 | 1975 | 1982 | 1990 | 1999 | 2009 | 2020 |
| Einwohner                  | 5369 | 5235 | 5023 | 4975 | 4840 | 4785 | 5308 | 5656 |
| Quellen: Cassini und INSEE |      |      |      |      |      |      |      |      |

## Kultur und Sehenswürdigkeiten

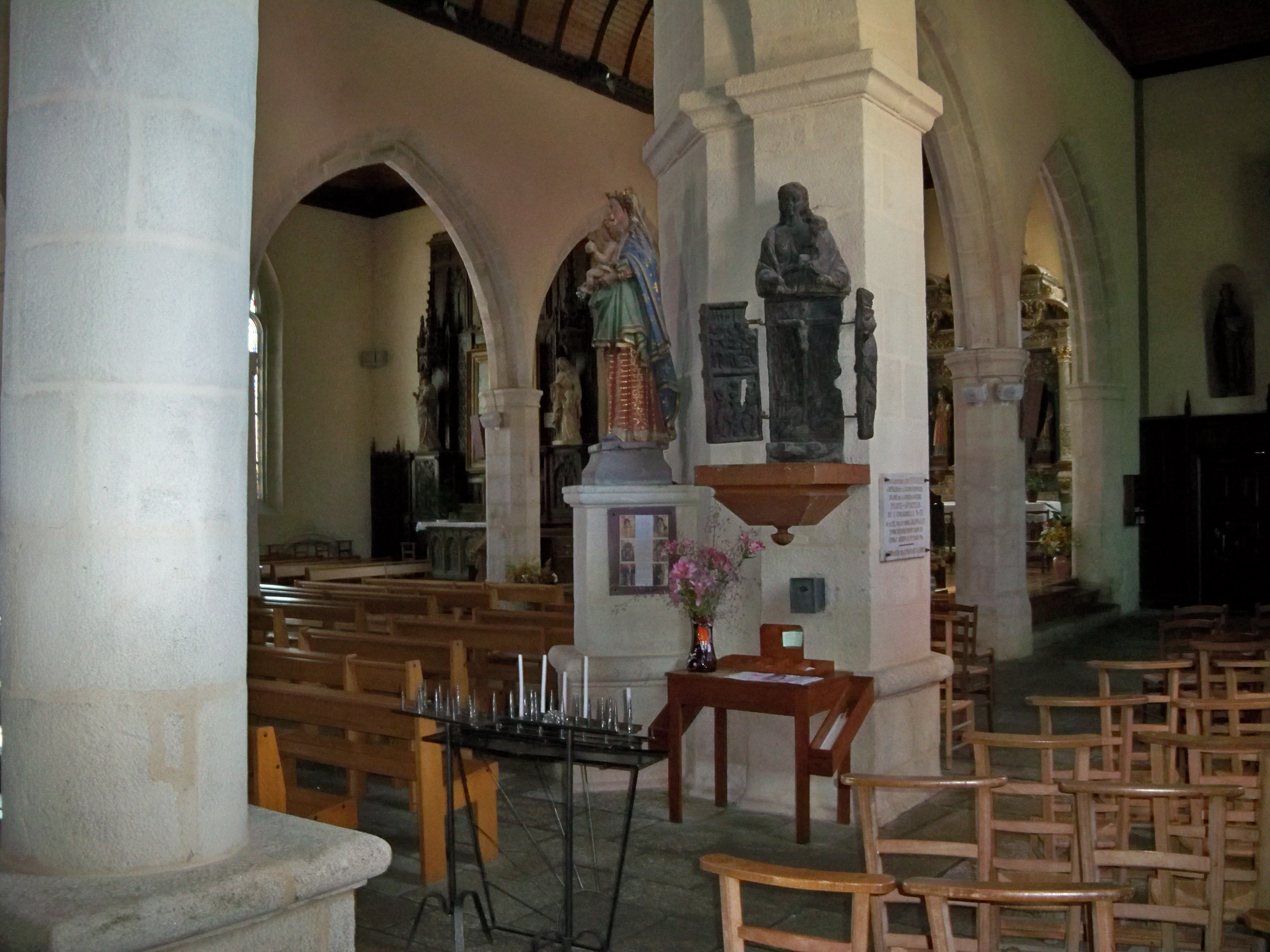
Inneres der Kirche Notre-Dame du Folgoët

Siehe auch: Liste der Monuments historiques in Bannalec
Bannalec liegt im Pays des Genêts, im Land des Ginsters. Die Gemeinde besteht aus mehreren Weilern, deshalb gibt es insgesamt sechs Kapellen. Am 15. August wird jedes Jahr das Fest der alten Handwerkskünste gefeiert, der Drescher, Holzschuhmacher, Hufschmiede und Schnitter. Der ortsansässige Heimatverein, der Cercle celtique les Genêts d’or (keltischer Zirkel der goldenen Ginsterbüsche) lädt zu einem Folklorefest mit bretonischer Nacht ein, mit Gesang, historischen Kostümen, Tanz und Musik mit bretonischen Instrumenten wie dem Binioù und der Bombarde.
Auf dem Gemeindegebiet gibt es Zeugnisse menschlicher Aktivität aus der Jungsteinzeit, dazu gehört die südwestlich gelegene Allée couverte von Kermaout, die 1975 als Monument historique eingetragen wurde.

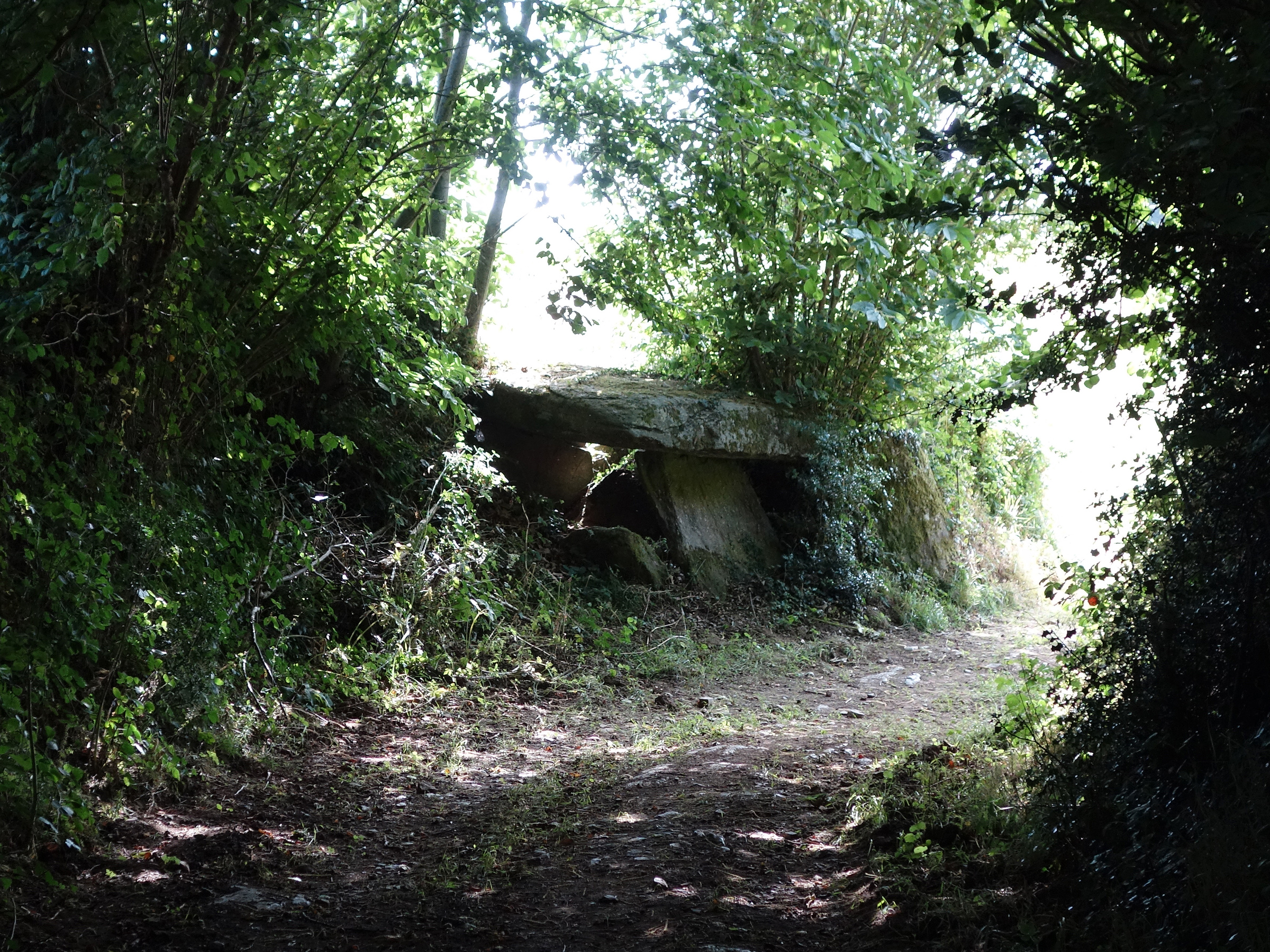
Allée couverte von Kermaout

Die Kirche Notre-Dame steht im Ortskern. Sie wurde im 16. Jahrhundert auf den Fundamenten eines Gebäudes aus dem 11. Jahrhundert erbaut und 1921 in das Zusatzverzeichnis als Monument historique eingetragen.
Die Kapelle Ste-Véronique steht im lieu-dit la Véronique. Sie wurde 1914 als Monument historique eingestuft. Ihr Kirchturm aus dem Jahr 1605 ist besonders interessant. Drei der Kirchenfenster stammen aus dem 16. Jahrhundert.
Die Kapelle St-Jacques besitzt noch ein Fragment eines Bleiglasfensters, das um 1550 datiert wird.
Der einzige Calvaire in der Gemeinde steht bei der Kapelle Saint-Mathieu.

## Verkehr

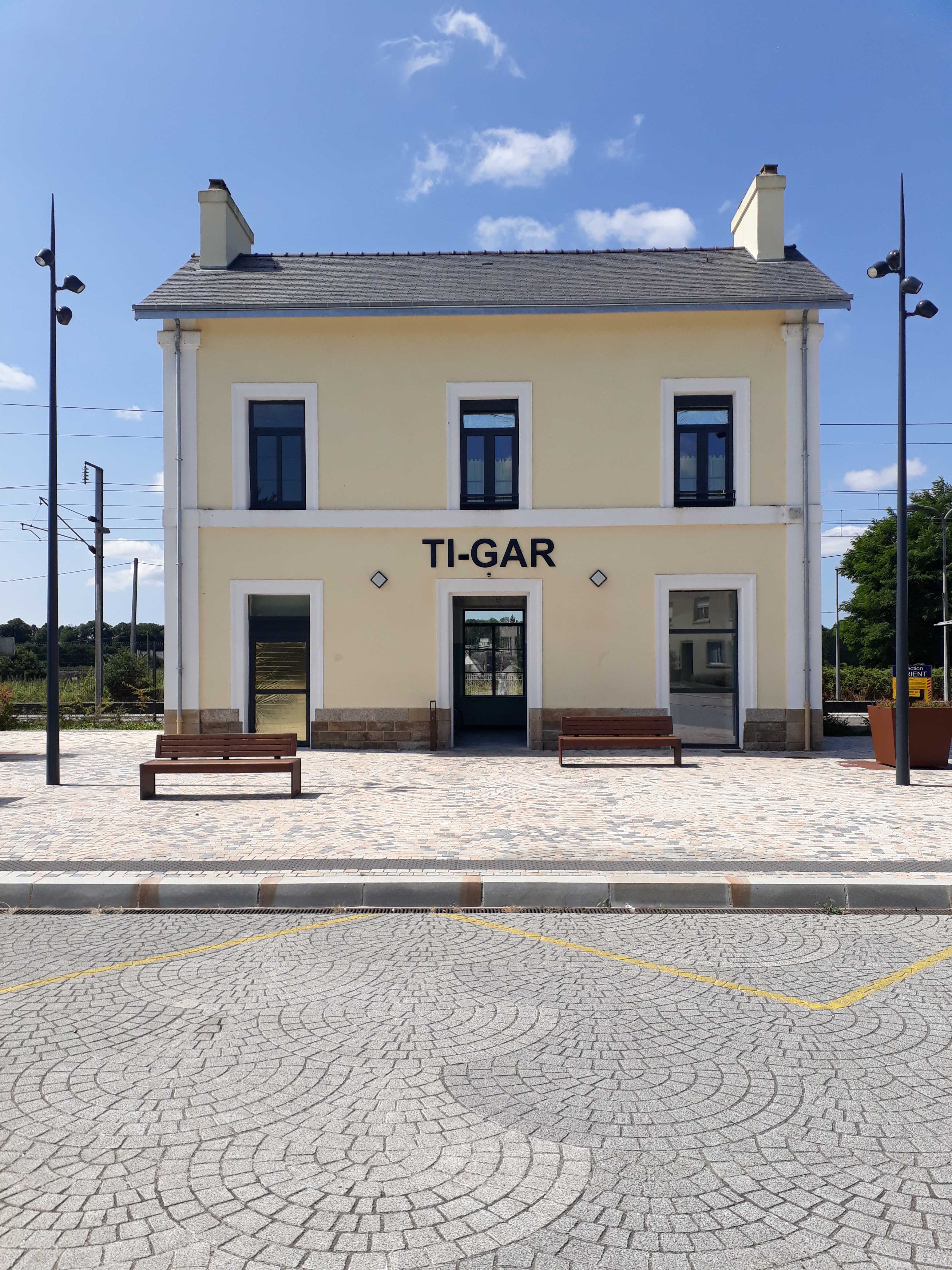
Wartegebäude des Regionalbahnhofs

Die Gemeinde besitzt einen Anschluss an die Europastraße 60 (Nantes-Brest) und einen Regionalbahnhof an der Bahnstrecke Savenay–Landerneau. Der Flughafen Lorient Bretagne Sud ist der nächstgelegene Flughafen und liegt 27 Kilometer südöstlich von Bannalec.

## Lokale Produkte
Auf dem Gemeindegebiet gelten geschützte geographische Angaben (IGP) für Geflügel (Volailles de Bretagne), Buchweizenmehl (Farine de blé noir de Bretagne - Gwinizh du Breizh) und Cidre de Bretagne oder breton.